# Ki (ékírás)
Ki (sumer: „föld”, „alsó”, ékírással 𒆠) a sumer mitológia egyik istenanyja.

## A KI írásjel
A KI írásjel önmagában egy ligatúra, a ḪI (𒄭 du10, dug2, nin5, ḫa2) és a TABoverTAB összetétele. A ḪI rendkívül sok ligatúra eleme, ebben az összetételben a „folyamat, ötvözet” jelentése lehet, amelyet a „kezdet” jelentésű TAB megkettőzésével (többes szám, sokszorosítás) bővítettek ki.
A KI olvasata lehet még gu14 is. Jelentése: hely, tér, térség, föld, táj, vidék, alvilág, alacsony (mély), lent (= akkád ašru – hely, tér, ), erşetu – föld, talaj, mātu – föld, vidék, qaqqaru – tér, föld, šaplû – alacsony), matematikai azonosság (= akkád itti)
 + 2× = 

## Az írásjel további olvasatai és összetételei
- gi5
- GUNNI (ki-ne), „tűzhely” (= akkád kinûnu, rézkovács, rézműves)[3]
- KARAŠ (ki-kal-bad), „táborhely, (had)sereg, katonai táborhely” (= akkád karāšu)[4]
- KISLAḪ (ki-ud), KISLAḪ2 (KI×UD), KISLAḪ3 (ki-alad, ki-KAL×BAD) = „szérü, műveletlen föld, lakatlan terület, puszta föld, üres házak”, akkád maškanu (= munkahely, szérü), nidûtu (= elhagyott, műveletlen föld, szeméttelep), terīqtu (= műveletlen, csupasz föld), turbalû (= puszta)[5]
- KI, KISLAḪmušen „egy madár”[6]
- SUR7 (ki-gag) „csatorna, árok, gödör, épületalap”, akkád berûtu (= domb), sūru (= csatorna, árok)[7]

Az akkádban helynevek determinatívuma és a ki, ke, qi és qe szótagok jele.
A hettitában egyes helynevek utótagja, tehát nem determinatívumi pozícióban, hanem helynévképzőként, ezenkívül a ki szótag jele.